# オリンピックのグレナダ選手団
オリンピックのグレナダ選手団（オリンピックのグレナダせんしゅだん）は、1984年ロサンゼルスオリンピックで初出場。夏季大会ではロサンゼルス大会以降、毎回出場している。2024年現在、冬季大会には一度も出場していない。
グレナダの国内オリンピック委員会は1984年に設立。同年、国際オリンピック委員会に承認された。

## 概要
これまで夏季オリンピックで獲得したメダルは、2012年ロンドンオリンピックでの金メダル1個、2016年リオデジャネイロオリンピックでの銀メダル1個、2020年東京オリンピックでの銅メダル1個、2024年パリオリンピックでの銅メダル2個の計5個で、このうち3個はキラニ・ジェームスが陸上競技・男子400mで獲得したものである。

## メダル獲得数一覧

### 夏季オリンピック
| 大会名                | 金 | 銀 | 銅 | 計 |
| 1984 ロサンゼルス     | 0  | 0  | 0  | 0  |
| 1988 ソウル           | 0  | 0  | 0  | 0  |
| 1992 バルセロナ       | 0  | 0  | 0  | 0  |
| 1996 アトランタ       | 0  | 0  | 0  | 0  |
| 2000 シドニー         | 0  | 0  | 0  | 0  |
| 2004 アテネ           | 0  | 0  | 0  | 0  |
| 2008 北京             | 0  | 0  | 0  | 0  |
| 2012 ロンドン         | 1  | 0  | 0  | 1  |
| 2016 リオデジャネイロ | 0  | 1  | 0  | 1  |
| 2020 東京             | 0  | 0  | 1  | 1  |
| 2024 パリ             | 0  | 0  | 2  | 2  |
| 合計                  | 1  | 1  | 3  | 5  |

### オリンピック競技別
| 競技           | 金 | 銀 | 銅 | 計 |
| -------------- | -- | -- | -- | -- |
| 陸上競技       | 1  | 1  | 3  | 5  |
| 計 (競技数: 1) | 1  | 1  | 3  | 5  |